# Горњи Трогерци
Горњи Трогерци (мкд. Горно Трогерци) су насеље у Северној Македонији, у источном делу државе. Горњи Трогерци су село у саставу општине Карбинци.

## Географија
Горњи Трогерци су смештени у источном делу Северне Македоније. Од најближег града, Штипа, насеље је удаљено 20 km северно.
Насеље Горњи Трогерци се налази у историјској области Овче поље. Насеље је положено на прелазу из долине реке Брегалнице на југу у побрђе Манговица на северу. Надморска висина насеља је приближно 560 метара.
Месна клима је умерено континентална.

## Становништво
Горњи Трогерци су према последњем попису из 2002. године имали 1 становника.
Већинско становништво су етнички Македонци (100%).
Претежна вероисповест месног становништва је православље.